# Agrodiaetus punctata
Agrodiaetus punctata är en fjärilsart som beskrevs av Lütkemeyer 1920. Agrodiaetus punctata ingår i släktet Agrodiaetus och familjen juvelvingar. Inga underarter finns listade i Catalogue of Life.